# Kwoneatshatka
Kwoneatshatka, ime za jedno od plemena američkih Indijanaca s otoka Vancouver u Kanadi koje Swanton i Hodge nabrajaju među Nootka plemenima. 
Ovu neidentificiranu skupinu spominje Hale (u U. S. Expl. Exp. vi, 569 1846.). Kasnije se ne spominju, niti se precizira njihova točnija lokacija, osim da je negdje na sjeveru Vancouvera.

## Vanjske poveznice
- Nootka  Arhivirana inačica izvorne stranice od 10. svibnja 2008. (Wayback Machine)